# Kagerafloden

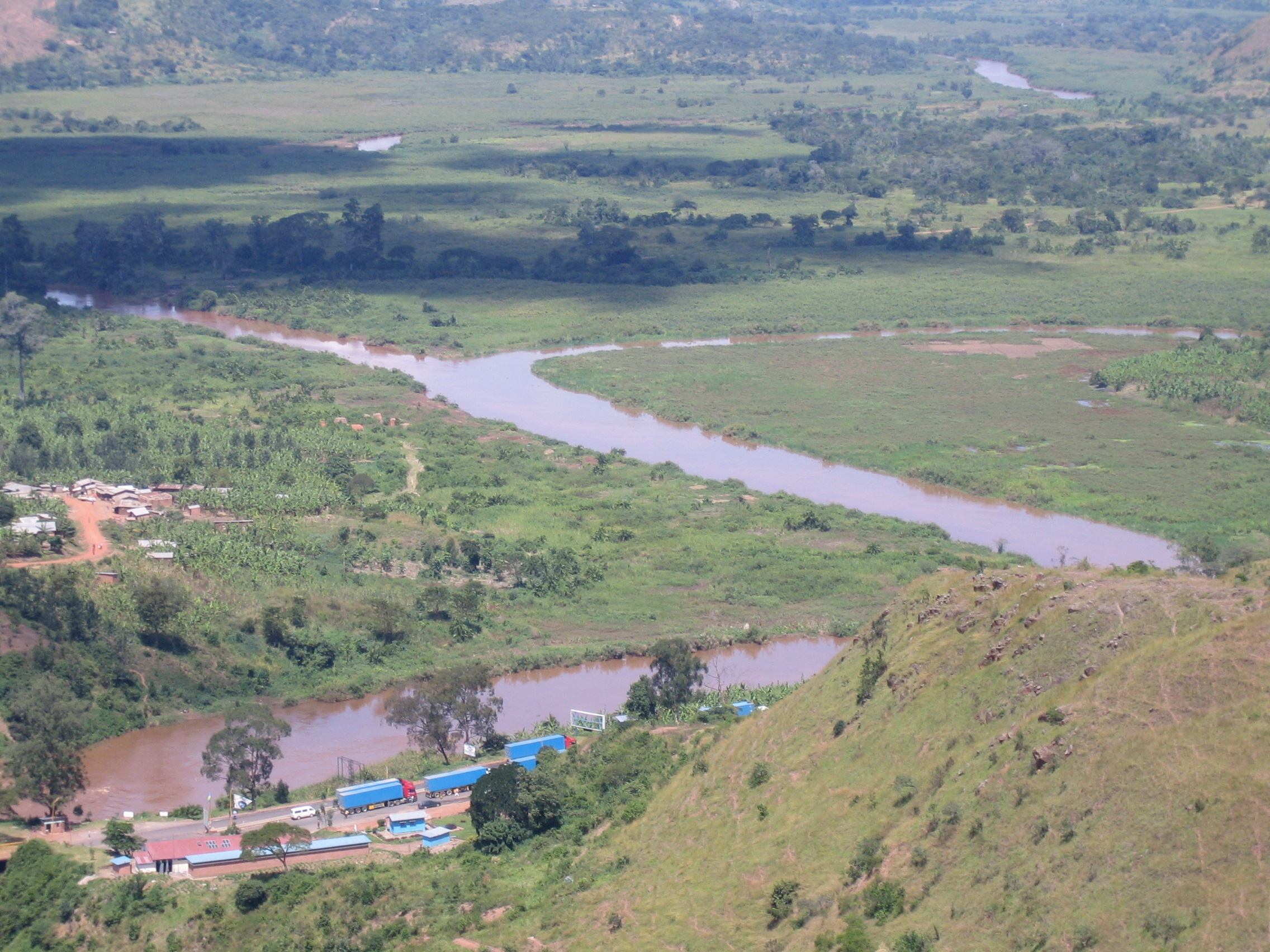
Sammanflödet mellan Kagerafloden och Ruvubufloden nära Rusumofallen, Rwanda/Tanzania

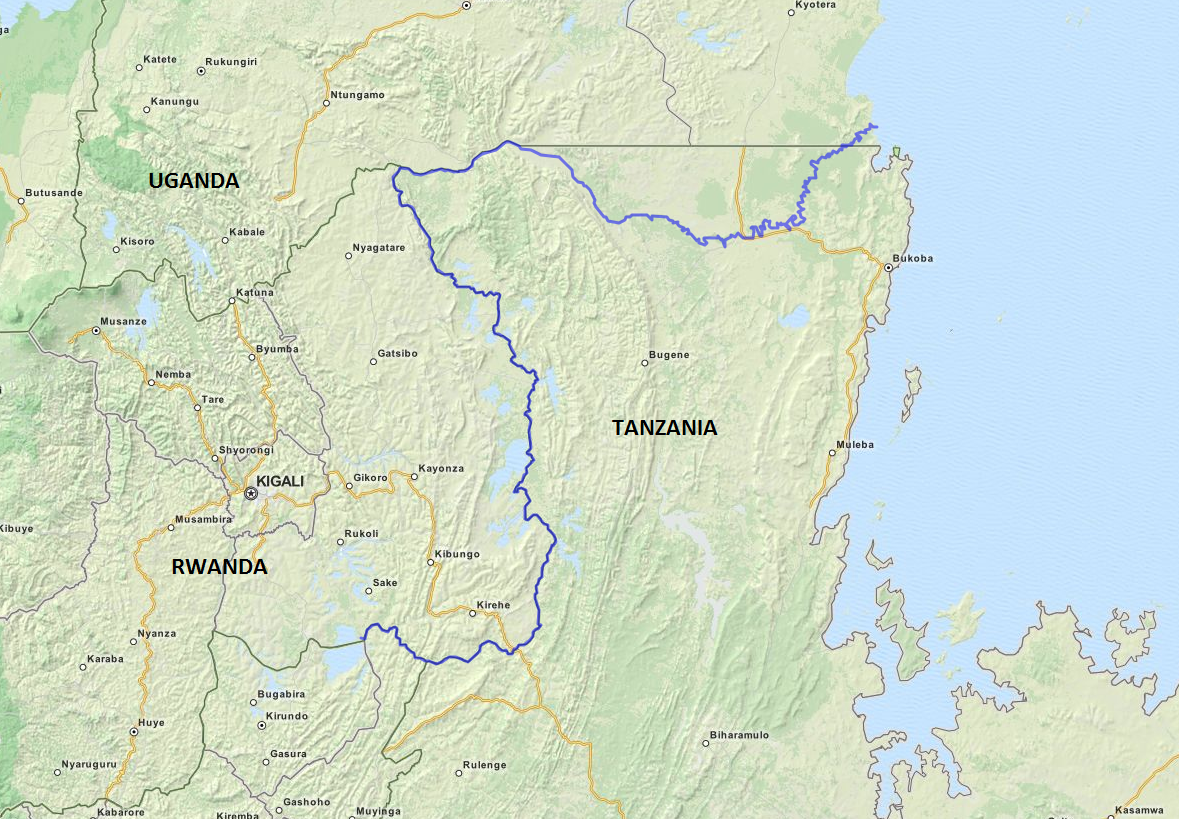
Karta över flodens lopp.

Kagerafloden, eller Akagerafloden, är en cirka 700 km lång flod i östra Afrika. Den är det längsta tillflödet till Victoriasjön och räknas som  Nilens källflod. Floden kommer från Rwandaplatån och bildar gränsen Rwanda-Burundi och därefter Rwanda-Tanzania. Den passerar Rusumofallen och rinner mot norr till Uganda samt mynnar ut vid Mubanzi på västsidan av Victoriasjön. Floden har givit namn åt nationalparken Akagera i norra Rwanda.